# Генрих ІІІ Гройч
Генрих ІІІ Гройч (бл. 1090 — 31 грудня 1135) — граф Гройча та бургграф Магдебурга з 1124, маркграф Остмарки після 1128, маркграф Лужицький з 1131 р.
Другий син графа Віпрехта ІІ та його першої дружини Юдити, правнучки Великого князя Київського Володимир Святого.

## Біографія
Генрих народився близько 1090 року. Його батько граф Віпрехт ІІ, і його старший брат Віпрехт ІІІ, через втручання в суперечку за Богемський престол виявилися в немилості у імператора Генріха V.
Віпрехт ІІІ після походу в Богемію 1109 року, разом з князем Боривоєм II, який претендував на трон, потрапив в полон до імператора Генріха V, що заточив їх в замок Гаммерштейн на Рейні. Разом з Віпрехтом ІІІ в ув'язненні опинився і його молодший брат Генріх, згадуваний в 1110/1111 р.
Їх батько Віпрехт ІІ, щоб його сини отримали свободу, змушений був віддати імператору свої родові володіння в Нісану і Будишину, а також землі Лайсніг і Морунген (нині — частина міста Зангерхаузен).
Смерть бездітного старшого брата 1117 року зробила Генриха спадкоємцем батька.
1118 року Генрих став бургграфом Магдебурга.
1123 року Віпрехт ІІ отримав від імператора Генріха V Майсенську і Лужицьку марки. Однак утримати їх в своїх руках батько Генриха не зміг, оскільки герцог Саксонії Лотар (майбутній імператор Лотар II), не визнавши указу імператора, передав Майсен 1123 року Конраду фон Веттін, а Лужицьке князівство — Альбрехту І.
1124 року — після смерті батька, Генриху не вдалося протистояти Конраду і Альбрехту. Він був змушений задовольнитися лише частиною графства Гройч, а також Будишиним, що дістався йому у спадок від матері та Цвікау. Друга частина графства перебувала під управлінням його сестри Берти.
У 1126 році Генрих в складі армії імператора Лотаря ІІ брав участь в невдалому поході на Богемію.
1131 року імператор повернув Генриху Лужицька марку.
Генрих був одружений з Бертою з Глейсбергу (пом. піс. 1137), дочкою Фрідріха III фон Гозек і Адельгейди фон Штаде. Шлюб був бездітним.
1133 року Генріх і Берта заснували монастир Bürgel.
Генрих помер 31 грудня 1135 р. у Майнці.
Оскільки він не мав дітей, то його володіння імператор віддав Майсенському маркграфу Конраду Веттіну.

## Генеалогія
Генрих ІІІ веде свій родовід також від великих князів Київських Володимира Великого та Святослава Хороброго.